# کتی مک‌موریس راجرز
کتی  مک‌موریس راجرز (به انگلیسی: Cathy McMorris Rodgers) نمایندهٔ حوزه انتخابیه پنجم واشینگتن از حزب جمهوری‌خواه ایالات متحده آمریکا در مجلس نمایندگان ایالات متحده آمریکا است که برای نخستین‌بار در ۱۹ ژانویه ۲۰۰۵ میلادی به‌عضویت این مجلس درآمد. این حوزه اسپوکن و یک سوم شرقی این ایالت را در بر می‌گیرد.